# Meiboia Tholus
Il Meiboia Tholus è una struttura geologica della superficie di Venere.